# Карис, Алар
А́лар Ка́рис (эст. Alar Karis; род. 26 марта 1958, Тарту) — эстонский государственный деятель и учёный. Президент Эстонской Республики с 11 октября 2021 года.
Ректор Эстонского университета естественных наук (2003—2007), ректор Тартуского университета (2007—2012). Государственный контролёр Эстонии (2013—2018). Директор Эстонского национального музея (2018—2021).

## Биография
Родился 26 марта 1958 года в Тарту. В 1976 году окончил среднюю школу № 2 и поступил в Эстонский университет естественных наук, который окончил в 1981 году. C 1987 по 1992 год работал в Эстонском биоцентре. После распада Советского Союза повышал квалификацию и проводил исследования в области молекулярной генетики в ряде европейских университетов: Гамбургском университете, Национальном институте медицинских исследований в Лондоне и Университете имени Эразма Роттердамского в Роттердаме. С 1996 года работал в Тартуском университете. В 1999 году возглавил там кафедру зоологии, однако в том же году покинул университет.
В 2003—2007 годах — ректор Эстонского университета естественных наук. 31 мая 2007 года по итогам третьего тура голосования, на котором набрал 198 голосов, избран ректором Тартуского университета. До Кариса эту должность занимал Яак Аавиксоо, который был вынужден досрочно её покинуть ввиду назначения министром обороны Эстонии. 30 июня 2012 года срок полномочий Алара в Тартуском университете закончился, его не выдвинули на второй срок. В том же году он должен был стать редактором эстонского журнала «1.1», однако тот так и не вышел из печати.
В 2010 году назначен почётным консулом Республики Чили в Тарту.
С 26 марта 2013 года Алар Карис был государственным контролёром Эстонии.
В октябре 2017 года избран директором Эстонского национального музея. К исполнению обязанностей приступил 9 апреля 2018 года.

### Президент Эстонии
17 августа 2021 года спикер Рийгикогу и лидер Центристской партии Эстонии Юри Ратас предложил Карису баллотироваться в президенты. На следующий день Алар дал утвердительный ответ. 19 августа он встретился с фракцией Партии реформ и представителями Центристской партии, формирующих правящую коалицию. После длительных переговоров 22 августа они согласились выдвинуть его кандидатуру на пост президента.
30 августа состоялся первый тур президентских выборов, на которых Алар Карис был единственным кандидатом. На нём в голосовании Рийгикогу он набрал 63 голоса при необходимых 68, в связи с чем на следующий день был назначен второй тур. На нём у Кариса также не было оппонентов. 31 августа 2021 года избран Президентом Эстонии, на голосовании набрав 72 голоса. К исполнению обязанностей приступил 11 октября 2021 года.

## Личная жизнь
С 1977 года женат на Сирье Карис (род. 1956), она историк, ранее возглавляла Эстонский исторический музей, сейчас является директором Тартуского городского музея. Трое детей (дочь и два сына) и пятеро внуков.

## Награды[13]
| Страна    | Дата              | Награда                                                                           | Награда                                                                           | Литеры  |
| --------- | ----------------- | --------------------------------------------------------------------------------- | --------------------------------------------------------------------------------- | ------- |
| Эстония   | 2007 —            | Кавалер ордена Белой звезды 4 степени                                             | Кавалер ордена Белой звезды 4 степени                                             |         |
| Бельгия   | 2008 —            | Командор ордена Леопольда II                                                      | Командор ордена Леопольда II                                                      |         |
| Швеция    | 2011 —            | Командор ордена Полярной звезды                                                   | Командор ордена Полярной звезды                                                   | KNO     |
| Финляндия | 2013 —            | Командор ордена Льва Финляндии                                                    | Командор ордена Льва Финляндии                                                    | SL K    |
| Латвия    | 8 апреля 2019 —   | Кавалер Креста Признания 3 степени                                                | Кавалер Креста Признания 3 степени                                                |         |
| Словения  | 2019 —            | Золотой Орден «За заслуги»                                                        | Золотой Орден «За заслуги»                                                        |         |
| Эстония   | 2021 —            | Орден Государственного герба на цепи                                              | Орден Государственного герба на цепи                                              |         |
| Австрия   | 2021 —            | Большой крест за заслуги перед Австрийской Республикой                            | Большой крест за заслуги перед Австрийской Республикой                            |         |
| Румыния   | 2021 —            | Цепь Национального Ордена звезды Румынии                                          | Цепь Национального Ордена звезды Румынии                                          |         |
| Латвия    | 20 апреля 2023 —  | Орден Трёх звёзд I степени с цепью                                                | Орден Трёх звёзд I степени с цепью                                                |         |
| Швеция    | 2 мая 2023 —      | Рыцарь ордена Серафимов                                                           | Рыцарь ордена Серафимов                                                           | RSerifO |
| Украина   | 23 августа 2024 — | Орден князя Ярослава Мудрого I степени                                            | Орден князя Ярослава Мудрого I степени                                            |         |
| Польша    | 2025 —            | Орден Белого орла                                                                 | Орден Белого орла                                                                 |         |
| Италия    | 1 апреля 2025 —   | Кавалер Большого креста на цепи ордена «За заслуги перед Итальянской Республикой» | Кавалер Большого креста на цепи ордена «За заслуги перед Итальянской Республикой» |         |